# Nuôi thỏ

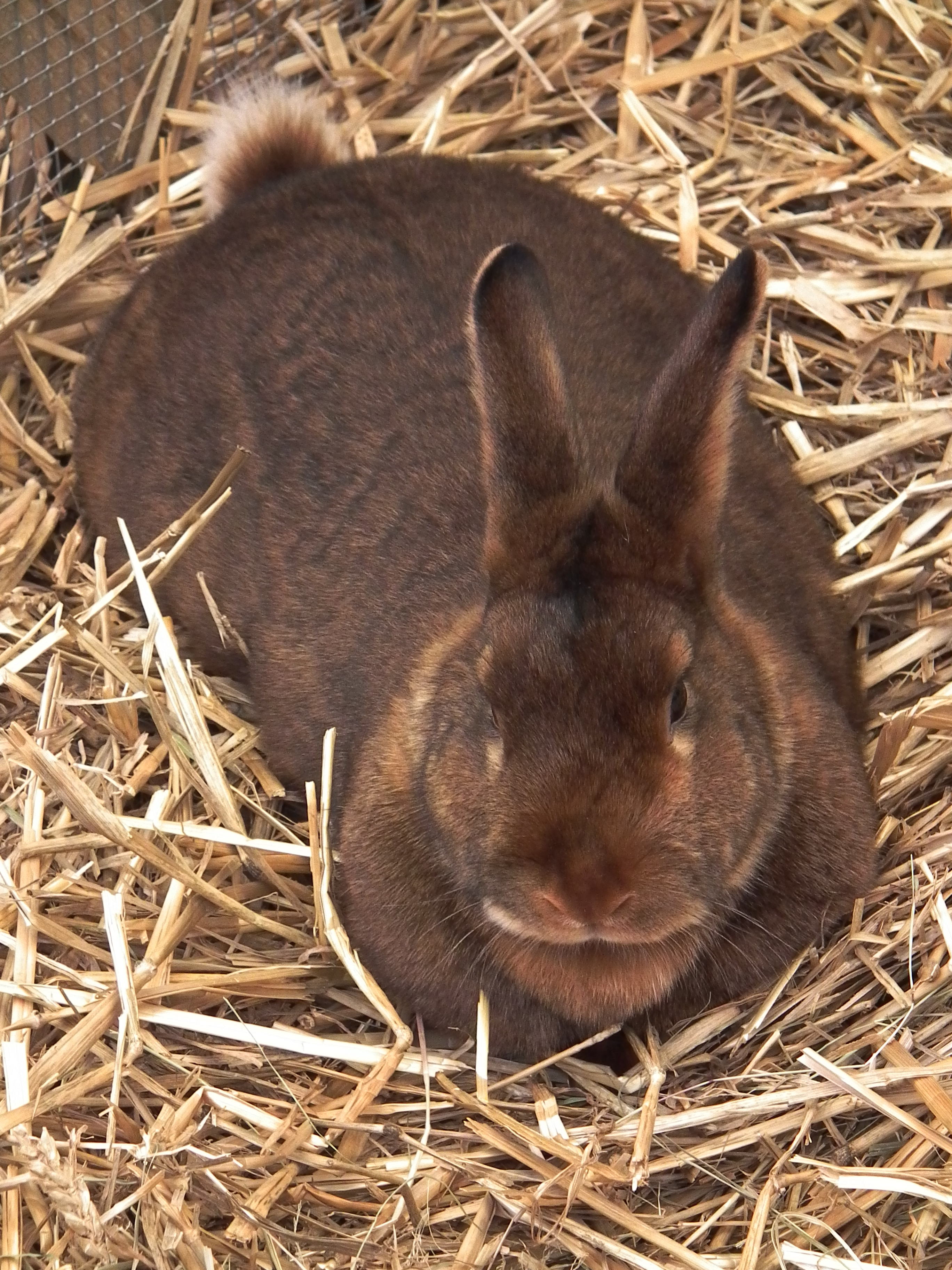
Một con thỏ Satin

Nuôi thỏ hay nghề nuôi thỏ là một công việc thuộc ngành chăn nuôi thông qua việc nuôi nhốt, chăm sóc các giống thỏ nhà để lấy các sản phẩm từ thỏ như thịt thỏ, da thỏ và lông thỏ. Ở nhiều nước, thỏ là vật nuôi mang lại hiệu quả kinh tế cao. Ngày nay, trước sự hấp dẫn của các món thịt thỏ chế biến đang ngày càng phổ biến tại các siêu thị, cùng với sự quan tâm của người tiêu dùng trong việc lựa chọn loại thực phẩm có lợi cho sức khỏe, các món ăn được chế biến từ thịt thỏ dần dần xuất hiện ngày càng nhiều trong các bữa ăn của nhiều gia đình.

## Tổng quan

### Lịch sử
Việc thuần hoá thỏ nhà được phát hiện từ năm 1000 trước Công nguyên ở Tây Ban Nha. Tây Ban Nha dùng biểu tượng con thỏ ở thời kỳ La mã. Từ đầu thế kỷ XIX, sau khi thủ tiêu đặc quyền lãnh chúa Pháp về bãi thỏ hoang, việc nuôi thỏ chuồng đã phát triển khắp tây Âu và được người châu Âu đưa thỏ đi du nhập khắp thế giới. Cuối thế kỷ XIX, đầu thế kỷ XX, nhiều phương pháp nuôi thỏ nhốt chuồng với những giống thỏ đã thích nghi với đời sống hoang dã đã được chọn lựa và biến hoá dần về ngoại hình, sinh lý và năng suất. Càng về sau, hướng nuôi nhốt thỏ thâm canh lấy thịt, làm động vật thí nghiệm và làm động vật cảnh cùng với kinh nghiệm chăn nuôi phòng bệnh đã được phát triển.
Nghề nuôi thỏ đã có từ lâu đời, có nhiều giai đoạn thăng trầm trong đó chăn nuôi chủ yếu dựa vào kinh nghiệm và điều đáng quan tâm hơn là người tiêu dùng chưa quen sử dụng thịt thỏ như là thực phẩm có thể thay thế các loại thực phẩm quen thuộc khác như thịt bò, thịt heo, thịt gà, thịt vịt, cá trong các bữa ăn hàng ngày. Thỏ là loài động vật gặm nhắm dễ nuôi, thức ăn đơn giản, sinh trưởng tốt, thời gian nuôi ngắn, đầu tư con giống thấp nhưng hiệu quả kinh tế lại cao. Việc nuôi thỏ không cần diện tích và vốn đầu tư lớn, nuôi thỏ giống ngoại mang lại hiệu quả kinh tế, khi chăn nuôi trở thành hàng hóa với số lượng hộ chăn nuôi lớn, đòi hỏi cần phải có sự phối hợp.

### Tình hình chung

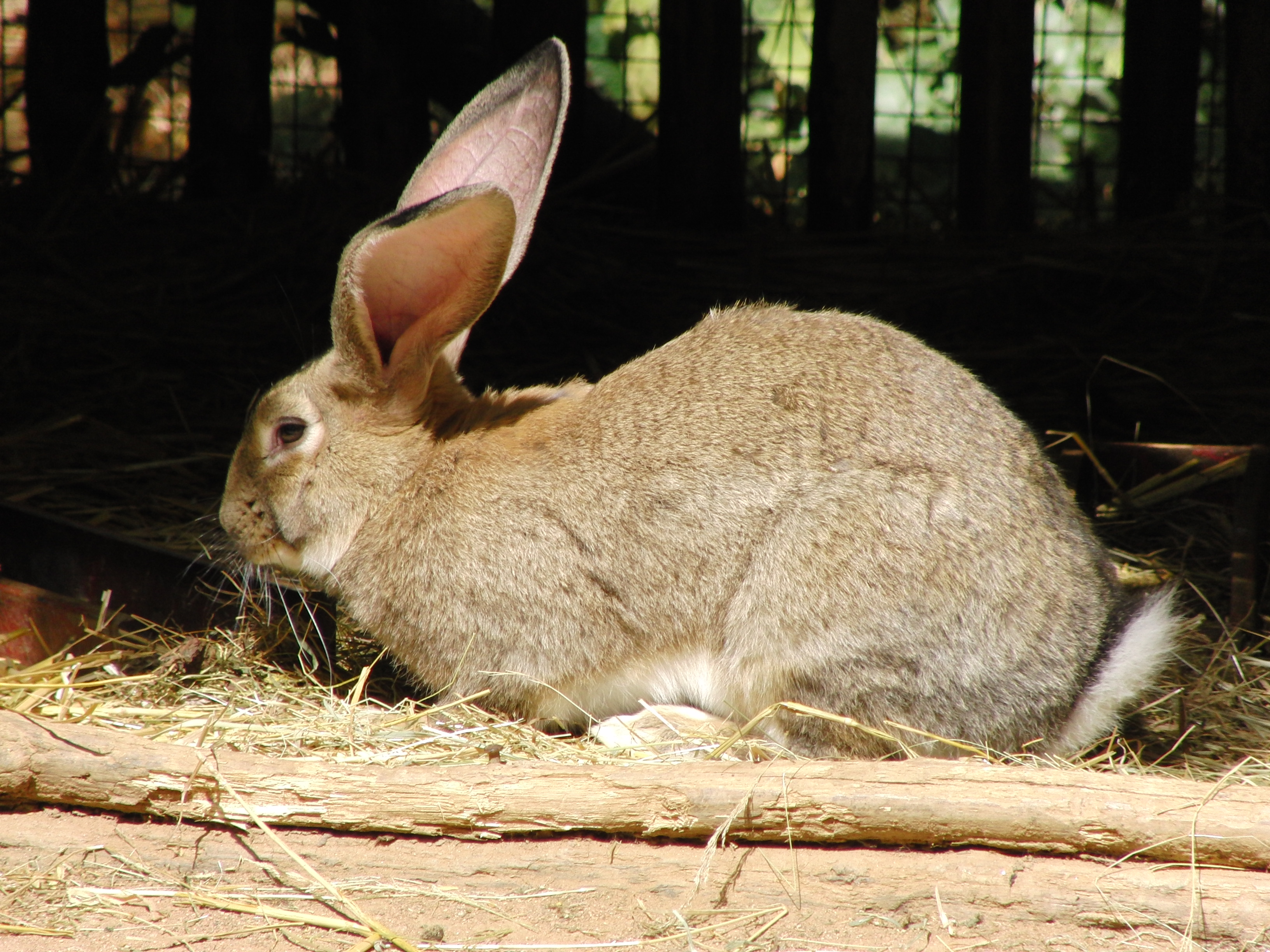
Thỏ được nuôi nhốt

Trong những thập niên 80 mỗi năm một người tiêu thụ khoảng 200g thịt thỏ. Sản xuất thịt thỏ cao ở các nước Nga, Pháp, Ý, Trung Quốc, Anh, Mỹ, nghề này phát triển mạnh ở châu Âu và châu Mỹ, tuy nhiên kém phát triển ở châu Á và châu Phi. Ở châu Âu sự sản xuất và mua bán thịt thỏ và thỏ giống cũng tăng nhanh. Các nước Nga, Đức, Pháp, Đan Mạch, Hà Lan và Anh. Trung Quốc cũng là nước xuất khẩu thịt thỏ ở thị trường châu Âu. Thị trường da thỏ và lông len thỏ cũng mạnh mẽ đặc biệt là nhu cầu da xuất khẩu sang Anh, Nhật, Ý, Mỹ và lông len của thỏ Angora xuất sang Mỹ, Nhật và Đức từ các nước sản xuất chính như: Czechoslovakia, Đức, Anh, Tây Ban Nha.
Riêng ở Việt Nam, nghề chăn nuôi thỏ có từ 80-90 năm về trước với giống thỏ từ Pháp đưa sang. Nhiều nơi đã nuôi thỏ chủ yếu để làm động vật thí nghiệm ở viện nghiên cứu, cơ sở sản xuất thuốc. Năm 1977, Nhà nước nhập hai giống thỏ New zealand và thỏ Mỹ từ Hungary về thành lập Trại giống thỏ thịt Ba vì nhằm nghiên cứu, nhân giống và phát triển chăn nuôi thỏ toàn quốc. Hiện nay, nghề nuôi thỏ vẫn được duy trì ở khu vực gia đình trong các miền Việt Nam, nhằm tự cung tự cấp nguồn thực phẩm.

## Thuận lợi
Nuôi thỏ vừa dễ lại vừa khó, dễ vì chúng sinh sản nhanh, không kén chọn thức ăn nhưng khó vì cần chăm sóc cần mẫn, đặc biệt luôn luôn phải có thức ăn xanh bất kể ngày nắng hay ngày mưa. Lượng thức ăn xanh cho thỏ luôn chiếm 90% tổng số thức ăn trong ngày gồm các loại cỏ tự nhiên, các loại cỏ trồng, thức ăn củ, quả và các loại phụ phẩm nông nghiệp khác. Ngoài ra, có thể cho thỏ ăn thêm thức ăn tinh bột gồm thức ăn viên công nghiệp, bột ngô, cám gạo...
Tuy nhiên, không giống như các loại vật nuôi khác, thỏ thuộc loại động vật gặm nhấm, vì vậy không được lạm dụng thức ăn tinh vì thỏ sẽ dễ bị mắc bệnh về đường tiêu hóa dẫn đến chết. Tuy kháng bệnh khá tốt nhưng thỏ cũng bị mắc một số bệnh như bại huyết, ghẻ, cầu trùng, viêm ruột, nấm… Để phòng dịch bệnh, người chăn nuôi thỏ cần vệ sinh chuồng trại sạch sẽ, tiêm vắc-xin định kỳ 6 tháng/lần, cho ăn thức ăn sạch sẽ, không bị nấm mốc, cho ăn đủ lượng thức ăn thô xanh, uống nước hợp vệ sinh. Nuôi thỏ mang lại thu nhập cao vì thỏ là một loại động vật mắn đẻ, sinh sản nhanh. Từ lúc sinh ra đến khi 5 - 6 tháng tuổi là thỏ có thể sinh sản lần đầu. Với tỷ lệ một con đực và ba con cái, trung bình các giống thỏ ngoại mỗi lứa đẻ 6 - bảy con, mỗi năm đẻ 6 - 7 lứa. Mỗi con thỏ mẹ sinh khoảng 35 con/năm, sau 3 tháng nuôi mỗi con đạt trọng lượng trung bình từ 2,7 - 3,0 kg. Như vậy, mỗi năm, một thỏ mẹ có thể sản xuất được khoảng 90 – 100 kg thịt hơi. 

## Cho ăn
Mỗi ngày thỏ ăn từ 0,7–1 kg cỏ, 120g cám. Cho thỏ uống nước sạch đầy đủ và cho ăn nhiều cỏ khô hàng ngày. Những loại rau cỏ màu xanh lục đậm và nhiều lá như rau diếp, cải, cây mù tạt, bắp cải xanh, cây cải xoăn, rau mùi tây, cây bồ công anh và cây húng quế tốt cho thỏ. Cà rốt và trái cây thì nên cho ít hơn (khoảng 1 muỗng canh ứng với 1 pound cân nặng của thỏ, đều đặn 2 ngày/lần) vì loại thực phẩm này rất nhiều đường. Những loại rau củ nhiều bột như khoai tây cũng nên tránh. Khi cho thỏ ăn, nên bắt đầu với một loại rau nhất định, sau đó mới tăng thêm nhiều loại khác, cho đến khi thỏ đã quen với ba loại rau trở lên, việc cho nó ăn nhiều loại hơn nữa sẽ khiến nó thích thú. 

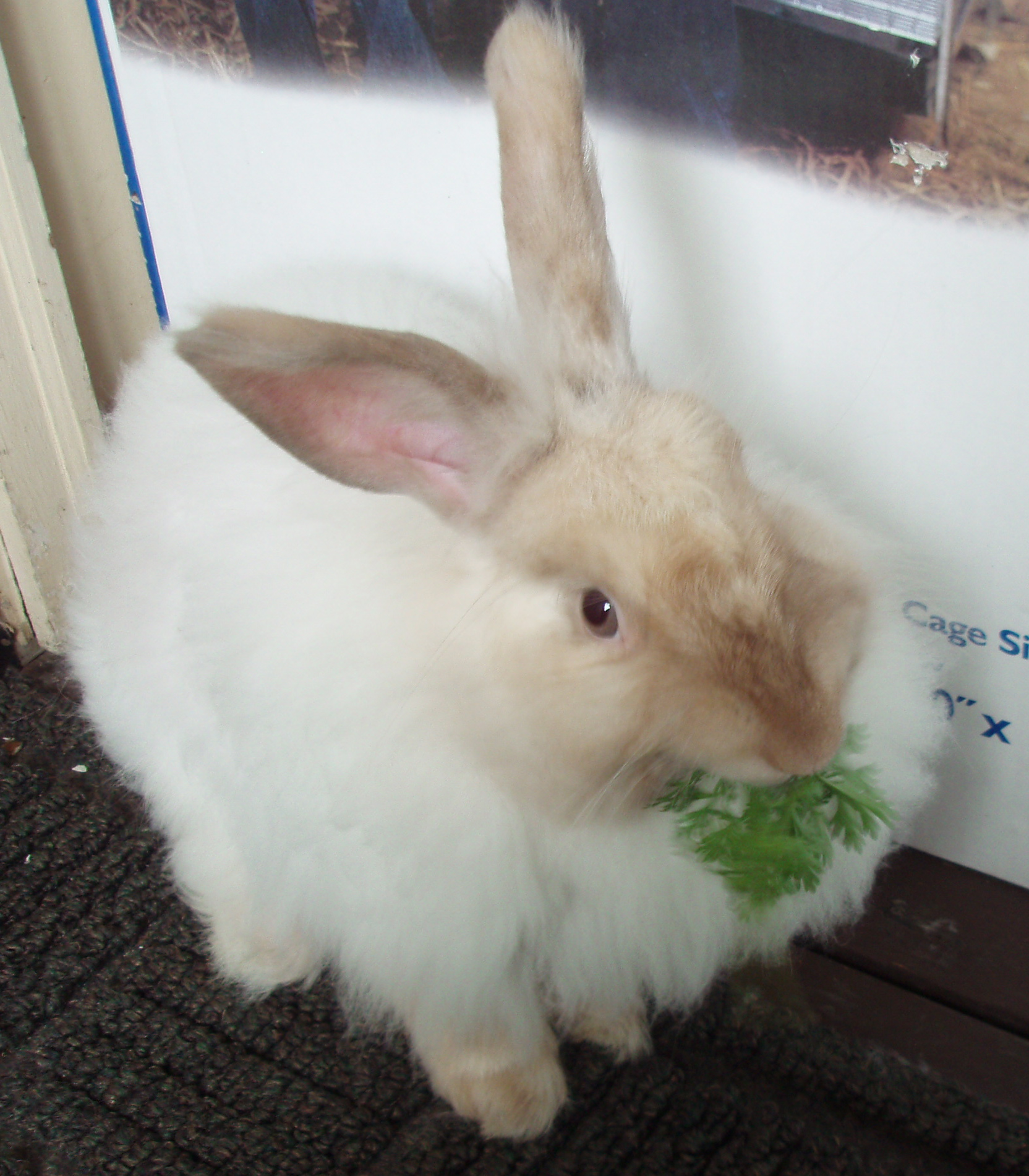
Cho thỏ ăn

Khi bắt đầu cho thỏ ăn rau cỏ, nên cho chúng ăn kém với cỏ đuôi mèo hay yến mạch hàng ngày. Khi lựa chọn những thức ăn bán sẵn, nên chọn những món không có hạt (nuts) vì hạt chứa nhiều chất béo hơn so với chất béo mà thỏ có thể dễ dàng chuyển hóa, gây ra những vấn đề về sức khỏe như gan nhiễm mỡ. Hạt thường được dùng làm thức ăn cho loài gặm nhấm, vì thỏ không thuộc loài gặm nhắm nên lại thức ăn này cần phải tránh.

### Chăm thỏ
Trừ khi được nuôi để sinh sản, những con thỏ cái nên được cắt bỏ buồng trứng để tránh ung thư. Ngoài ra, cũng có những lợi ích đối với những con thỏ đực thiến. Nếu không, chúng vẫn đánh dấu lãnh thổ của mình bằng nước tiểu. Thỏ khá hiếu chiến trừ khi chúng bị nhốt lại. Việc cắt bỏ buồng trứng hoặc hoạn có thể giảm bớt tính hiếu chiến của chúng. Một con thỏ bình thường cũng có thể trở nên hung dữ nếu nhốt nó chung chuồng với một con thỏ khác. Nhiều con thỏ không quan tâm hay chú ý đến việc có một con thỏ khác sống chung. 